# Walter Ewing
Walter Ewing (n. 11 februarie 1878, Montréal, provincia Québec, Canada – d. 25 iunie 1945, Montréal, provincia Québec, Canada) a fost un trăgător de tir ce a reprezentat Canada, medaliat olimpic. A participat la o ediție a Jocurilor Olimpice (1908) în care a câștigat o medalie de aur și o medalie de argint.